# Canale

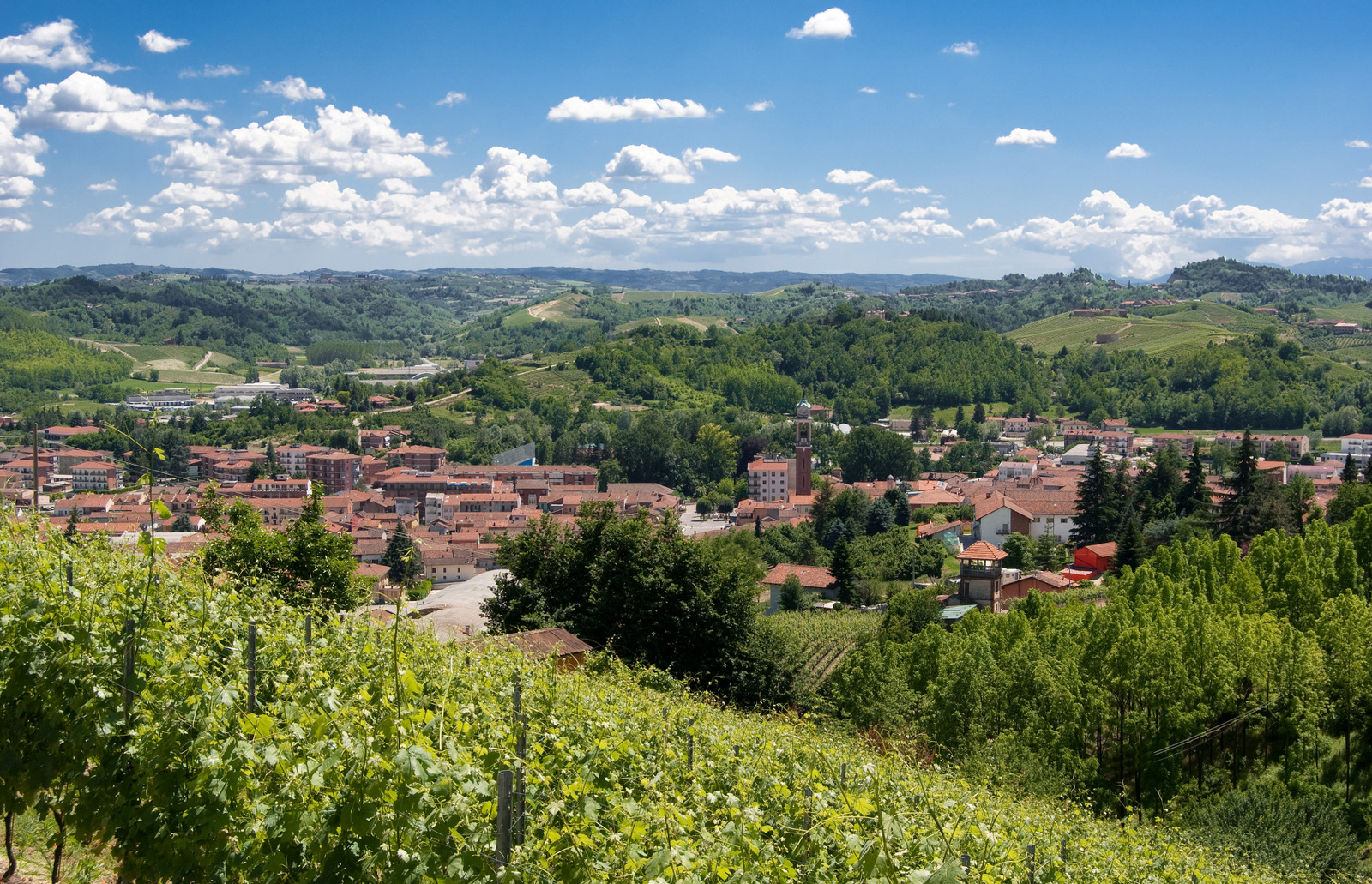
Thị trấn được đặc trưng với tháp chuông cao, nổi bật là bức tượng Thánh Tâm bằng đồng hùng vĩ.

Canale là một đô thị tại tỉnh Cuneo trong vùng Piedmont của Italia, vị trí cách khoảng 40 km về phía đông nam của Torino và khoảng 60 km về phía đông bắc của Cuneo. Tại thời điểm ngày 31 tháng 12 năm 2004, đô thị này có dân số 5.544 người và diện tích 18,0 km².
Canale giáp các đô thị: Castellinaldo, Cisterna d'Asti, Montà, Monteu Roero, Priocca, San Damiano d'Asti, Santo Stefano Roerovà Vezza d'Alba.